# نظام الدين السهالوي
نظام الدين السِهالوي (ت. 1161 هـ / 1748 م) فقيه من سكان الهند.
هو نظام الدين ابن الملا قطب الدين الشهيد السهالوي الأنصاري، نسبته إلى «سهالي» بكسر السين واللام، من أعمال لكنئو. منحه الملك أورنك زيب، منحه قصر فرنكي محل ليقيم فيها مدرسة إسلامية وبها طبق السِهالوي منهجه الدراسي الذي عرف بـ «الدرس النظامي».

## آثاره
صنف كتبا، منها:
- شرح مسلم الثبوت لمحب الله البهاري - في أصول الفقه.
- حاشية على شرح هداية الحكمة للصدر الشيرازي.[3]